# Banza-Yidi
Pour les articles homonymes, voir Banza.
Banza-Yidi est une localité de la République démocratique du Congo, située dans la province du Bas-Congo.